# Santa Luzia (Tavira)
Santa Luzia ist eine Kleinstadt und Gemeinde an der Algarve im Süden Portugals. Sie gibt sich den Beinamen „Hauptstadt des Tintenfischs“ (Capital do polvo).

## Geschichte
Der Fischerort ist seit 1577 belegt. Er wuchs danach zunehmend mit Tavira zusammen, zu dem es administrativ stets gehörte.
Santa Luzia wurde am 31. Dezember 1984 zur eigenständigen Gemeinde, durch Ausgliederung aus der Stadtgemeinde Santiago.
Am 13. Mai 1999 wurde der Ort zur Kleinstadt (Vila) erhoben.

## Verwaltung
Santa Luzia ist Sitz einer gleichnamigen Gemeinde (Freguesia) im Kreis (Concelho) von Tavira im Distrikt Faro. Auf einer Fläche von 9 km² leben hier 1589 Einwohner (Stand 19. April 2021).
Folgende Ortschaften und Ortsteile gehören zur Gemeinde Santa Luzia:
- Caminho das Trindades
- Foz
- Quinta do Pinheirinho
- Santa Luzia
- São Pedro
- São Pedro Calada
- Urbanização Gilberto Ferro